# جودة القدرة
جودة القدرة هي التي تحدد ملائمة القدرة الكهربية لأجهزة المستهلك . حيث يسمح تزامن الجهد مع التيار للأنظمة الكهربية أن تعمل بالطريقة المنشودة بدون خسائر كبيرة في الأداء أو العمر. ويستخدم هذا المصطلح لوصف القدرة الكهربية اللازمة لأي حمل كهربي، وقدرة الحمل على العمل بصورة صحيحة. فبدون قدرة صحيحة، قد يفشل الجهاز أو الحمل الكهربي في أداء وظائفه، بحيث يفشل نهائيًا أو لا يعمل مطلقًا. هناك العديد من الأسباب التي تجعل جودة القدرة الكهربية سيئة.
تتضمن صناعة الطاقة الكهربائية محطات توليد الكهرباء، ثم نقلها لمسافات بعيدة وتوزيعها على المستهلكين، وهذا كفيل لتقليل جودة القدرة إن لم يتم أخد الاحتياطات اللازمة.

استقرار التردد لبعض الشبكات الكهربية الكبرى

## مقدمة
يمكن وصف مدى جودة القدرة الكهربية بمدى تحقيقها لهذه الشروط:
- استمرارية الخدمة
- اختلاف قيمة الجهد
- التيارات والجهود العابرة
- التوافقيات في موجه التيار والجهد

من الجيد التفكير بأن جودة القدرة هي مشكلة توافق، هل المعدات المتصلة بالشبكة متوافقة مع تغيرات الشبكة؟، وهل القدرة التي توفرها الشبكة متزامنة مع متطلبات الحمل؟، وفي كلتا الحالتين يكون الحل إما: تنظيف القدرة أو جعل المعدات أكثر احتمالًا.
ويستخدم منحني CBEMA لتحديد مدى التسامح بين متطلبات الأحمال ومتغيرات الجهد في الشبكة.
من النحاية المثالية. تكون موجة التيار المتردد عبارة عن موجة جيبية بلا شوائب. أما عمليًا فلا توجد موجة مثالية ويرجع ذلك إلى:
- الاختلاف في أوقات الذروة
- عندما يتجاوز جهد RMS القيمة الطبيعية بنسبة 10% إلى 80% لـ0.5 الدورة لمدة دقيقة واحدة، يسمي ذلك بالتضخم
- أما التراجع فهو الوضع المعاكس لزيادة جهد RMS. فهو يحدث عندما تقل قيمة جهد RMS عن القيمة الطبيعية لنسبة 10% إلى 90% لـ0.5 الدورة لمدة دقيقة واحدة
- اختلاف التردد
- اختلاف شكل الموجة نتيجة الشوائب والتوافقيات

كل هذه المشاكل تؤدي إلى تقليل جودة الطاقة. ولكل منها سبب مختلف عن الآخر، وطريقة معالجة خاصة بها.

## تكييف القدرة
تكييف القدرة هو تعديل القدرة لتحسين جودتها. فتستخدم الفلاتر الإلكترونية لإزالة التوافقيات والشوائب، كما يمكن أن تحمي المكثفات الشبكة من زيادة الجهد أو نقصانه. أيضًا تحمي مانعات الصواعق خطوط النقل من الزيادة المفاجئة في الجهد، وتستخدم البطاريات وUPS لضمان الاستمرارية.

## الشبكات الذكية وجودة الطاقة
الشبكات الحديثة تستخدم أجهزة استشعار تسمى PMU لإظهار مدى جودة القدرة، وفي بعض الحالات تتجاوب مع الحالات فورًا.
واستخدام الشبكات الذكية له مميزات كثيرة، فبها أجهزة إستشعار سريعة، وتعالج الحالات الشاذة في الشبكة بصورة آلية، كما تضمن أعلى كفاءة وأقل وقت فصل.